# Der Ladenhüter
Der Ladenhüter (OT: Who’s Minding the Store?) ist eine amerikanische Filmkomödie von Frank Tashlin aus dem Jahr 1963. Die Hauptrollen des Films, der auch unter dem Titel Jerry – der Ladenhüter lief, spielen Jerry Lewis und Jill St. John.

## Handlung
Norman Phiffier verdient sich seinen Lebensunterhalt mit kleinen Jobs wie Hundesitting. Weil er aber gerne seine Freundin Barbara Fuller heiraten möchte, sucht er feste Arbeit, mit der er viel Geld verdienen kann. Er weiß nicht, dass seine Freundin in Wahrheit Barbara Tuttle heißt und Tochter der Kaufhausbesitzerin Phoebe Tuttle ist. Diese ist von der Liebschaft ihrer aufmüpfigen Tochter nicht begeistert und will Norman mithilfe von Filialleiter Mr. Quimby schnellstens loswerden.
Unter falschem Vorwand erhält Norman einen Job im Tuttle-Warenhaus in New York City. Dort soll er sich nach Phoebes Willen mit den schlimmsten Aufgaben befassen und schließlich aufgeben, woraufhin Barbara erkennen soll, was für ein Versager ihr Freund ist. Doch Norman gibt entgegen den Erwartungen nicht auf, obwohl einige Waren zerstört und er sogar von einer angeheuerten Ringerin verletzt wird. Barbara erklärt ihrer Mutter daraufhin, dass sie ihr Spiel durchschaut habe und Norman bald heiraten werde. Als sie am nächsten Tag ein Hochzeitskleid kauft, schmiedet Phoebe neue Intrigen gegen Norman.
Als schließlich aber sogar Barbaras Vater, Firmenpräsident John P. Tuttle, die Hochzeit gut heißt, platzt Phoebe der Kragen. Bevor sie Norman selbst aus dem Kaufhaus werfen kann, zerstört dieser aus Versehen mit einem Staubsauger die Elektronikabteilung; Phoebe enttarnt Barbara daraufhin als ihre Tochter. Norman ist gekränkt, dass Barbara ihm nie die Wahrheit gesagt hat; er kündigt und geht zurück zum Pudel-Service. Als wenig später aber Barbara und ihre Eltern ebenfalls beim Pudel-Service auftauchen und dabei Entschuldigungen auf den Uniformen tragen, vergibt er ihnen. Zum Schluss schließen sich Norman und Barbara glücklich in die Arme.

## Produktion
Der Ladenhüter wurde vom 25. März bis zum 22. Mai 1963 gedreht. Er hatte seine US-Premiere am 28. November 1963 und erlebte in Deutschland am 14. Februar 1964 seine Erstaufführung.

## Kritik
Der film-dienst konstatierte: „Der Komiker [Jerry Lewis] übersteht den überdrehten Klamauk – in dem sich Seitenhiebe auf einige Amerikanismen versteckt – mit der bewährten Grimassenmimik.“

## Trivia
Der Film enthält die berühmte Szene, bei der Lewis zu den Noten von Leroy Andersons Komposition The Typewriter rhythmisch die Tasten und den Zeilenschalthebel einer imaginären Schreibmaschine bedient.